# Malte au Concours Eurovision de la chanson 2021
Malte est l'un des trente-neuf pays participants du Concours Eurovision de la chanson 2021, qui se déroule à Rotterdam aux Pays-Bas. Le pays est représenté par la chanteuse Destiny et sachanson  Je me casse, sélectionnées en interne par le diffuseur maltais TVM. Le pays se classe 7e avec 225 points lors de la finale.

## Sélection
Le 18 mai 2020, soit environ deux mois après l'annulation de l'Eurovision 2020, le diffuseur maltais TVM confirme sa participation à l'édition 2021 et annonce avoir reconduit Destiny en tant que représentante du pays. Sa chanson, intitulée Je me casse, est présentée au public le 15 mars 2021.

## À l'Eurovision
Malte participe à la première demi-finale du 18 mai 2021. Elle s'y classe 1re avec 325 points, se qualifiant donc pour la finale. Lors de celle-ci, elle termine à la 7e place avec 225 pointsarrivant seulement quatorzième au télévote.